# 名古屋オルクス
名古屋オルクス（NAGOYA ORQUES）は、日本のプロアイスホッケーチーム。本拠地は愛知県名古屋市。2025-26シーズンはExtreme Ice Hockey League (XHL) に加盟。運営会社はサンエスサービス株式会社。
2023年に愛知県名古屋市でアマチュアアイスホッケー実業団としてサンエスオルクスの名称で設立。2024年にプロチーム化したのを際に名古屋オルクスに改名した。

## 歴史
- 2023年5月　オルクス(愛知県リーグC）にサンエスグループが運営権譲渡
- 2023年6月　サンエスオルクス(運営会社：サンエスサービス株式会社)発足
- 2023年7月　選手トライアウト開催　契約選手20名
- 2023年10月　愛知県チャンピオン（2023）
- 2024年1月　東海北信越チャンピオン（2023）
- 2024年3月　第58回全日本選手権大会B　ベスト8
- 2024年3月　名古屋オルクス発足（プロ化）
- 2024年6月　IJリーグ参戦　開幕戦
- 2024年10月　愛知県大会チャンピオン（2024）
- 2024年11月　最終戦HG　1520名来場　＠日本ガイシアリーナ
- 2024年12月　東海北信越チャンピオン
- 2025年3月　第59回全日本選手権大会B　ベスト8
- 2025年7月　EXTREME ICE HOCKEY LEAGUE (XHL)参戦決定

### プロ化と名古屋オルクス時代
2024年3月15日にIJリーグに参戦することが発表され、プロチーム化すると同時にチーム名を名古屋オルクスに移管した。6月15日に邦和みなと スポーツ＆カルチャーで東京ワイルズとIJリーグ初となる試合をIJリーグの開幕戦として実施。
9月12日、IJリーグとしての活動終了が発表された。
2025年6月27日、同年10月より発足する財団法人日本アイスホッケー連盟主催の新リーグ「エクストリームアイスホッケーリーグ」（XHL)に参加することが発表されている。

## ロゴマークとユニフォームに込めた思い
名古屋オルクスのロゴは名古屋のシンボルである「しゃちほこ」をモチーフに表現。
統一カラーは金と黒。
金は名古屋のプライドを象徴し、地元への愛を表現。
黒は規律と挑戦者の意味する。

## 2025-2026 season チームスローガン
BE BRAVE【変化に勇敢であれ】
名古屋オルクスは名古屋オルクスには、伝統があるわけではない。
我々は常に前進しUPDATEする必要がある。
未完成を楽しみ、変化や進化を楽しんで挑む。
勇敢なアイスホッケー選手の姿を見せる。
恐れることなく、進化を楽しめる勇者と共に新たなシーズンへ踏み出す。
この地に集う選手が全国へ衝撃と感動を与える為に一丸となる。

## 所属選手・スタッフ

### 所属選手
- 2025-26年シーズン（2025年7月1日）時点

| ゴールテンダー(GK) | ゴールテンダー(GK) | ゴールテンダー(GK)         | ゴールテンダー(GK) | ゴールテンダー(GK) | ゴールテンダー(GK) | ゴールテンダー(GK) |
| #                  | 国                 | 選手名                     | キャッチ           | 生年月日           | 出身地             |                    |
| ------------------ | ------------------ | -------------------------- | ------------------ | ------------------ | ------------------ | ------------------ |
| 30                 | 日本の旗           | 丹治大輝                   | L                  | 2001/5/30          | 埼玉県             |                    |
| 32                 | カザフスタンの旗   | ニキータ・ウスティノビッチ | L                  | 1997/12/19         | カザフスタン       |                    |

| 4  | 日本の旗 | 柴田 北斗   | L | 1992/3/26  | 北海道 |
| 21 | 日本の旗 | 佐々木 祐希 | R | 1992/5/21  | 北海道 |
| 58 | 日本の旗 | 安田 歩実   | R | 1996/12/4  | 愛知県 |
| 68 | 日本の旗 | 関谷 尚     | L | 1989/3/14  | 長野県 |
| 71 | 日本の旗 | 菅原 聡太   | R | 2002/1/11  | 北海道 |
| 77 | 日本の旗 | 河村 佳佑   | L | 2001/4/8   | 愛知県 |
| 86 | 日本の旗 | 鍜治 優将   | R | 2002/10/10 | 北海道 |

| 9  | 日本の旗 | 齋藤 輝     | R | 2002/5/12 | 栃木県 |
| 12 | 日本の旗 | 岡峯 悠     | R | 2000/12/8 | 滋賀県 |
| 14 | 日本の旗 | 佐野 靖也   | R | 1999/8/29 | 北海道 |
| 34 | 日本の旗 | 松永 樹     | R | 2002/2/21 | 栃木県 |
| 36 | 日本の旗 | 金子 嵩基   | R | 1998/9/23 | 北海道 |
| 72 | 日本の旗 | 梅野 宏愛   | R | 1993/6/1  | 福岡県 |
| 88 | 日本の旗 | 山村 旭飛   | R | 2002/8/26 | 北海道 |
| 97 | 日本の旗 | 中屋敷 侑史 | L | 1997/6/29 | 北海道 |

### スタッフ
監督：佐藤　育也
ゼネラルマネージャー：有波　典
トレーナー：北村　絢一

## スポンサー
2025年7月1日時点のスポンサーは以下の通りである。
【運営会社】
- サンエスサービス株式会社

【オフィシャルパートナー】
- 名鉄観光サービス株式会社

【メインパートナー】
- 日本ファイナンシャルプランニング株式会社
- NSサービス株式会社
- 宮前不動産株式会社
- 株式会社フォーカス
- 株式会社ビズリーチ

【プラチナパートナー】
- 株式会社秋田屋
- 株式会社モノプラン
- 矢作建設工業株式会社
- サンタック株式会社
- 株式会社八神
- 株式会社ＷＷＧ

【ゴールドパートナー】
- 河村電器産業株式会社
- 医療法人名察会ナオキ歯科
- 株式会社東利
- 清水建材株式会社
- トラベロッジ名古屋栄
- 第一生命保険株式会社
- 名東整形外科からだケアクリニック
- キリンビール株式会社
- ナガイホールディングス株式会社
- 株式会社平井建設
- 株式会社Luxates

【スポンサー】
- 由良海運株式会社/由良陸運株式会社
- 光生アルミニューム工業株式会社
- 株式会社テクノ
- 株式会社丸天産業
- 坪井利三郎商店株式会社
- 株式会社everyone's hapiness

【シティサポーター】
- 大矢電動精機株式会社
- ものづくりパートナーズ
- 株式会社荘苑

【サプライヤー】
- ヤマトコーポレーション
- 株式会社アステム
- 株式会社浄心ネーム
- 大塚製薬株式会社
- キリンビバレッジ株式会社
- 株式会社ゴーフィールドジャパン
- FS-FIT
- APEX
- 株式会社WAPコーポレーション

【協力】
- 愛知学院大学
- 名古屋アイスホッケー連盟